# Jaime Sánchez Fernández
Jaime Sánchez Fernández (Madrid Comunidad de Madrid, España, 20 de marzo de 1973) es un exfutbolista y entrenador español. Jugaba de centrocampista. 

## Carrera deportiva

### Como jugador
Su carrera deportiva comenzó en la Real Sociedad Deportiva Alcalá, con la que logró el ascenso a Segunda División B en 1992. Con 20 años fue fichado para la cantera del Real Madrid, en la que jugó tres temporadas en sus equipos filiales. Fue cedido al Racing de Santander en la temporada 1996-97, debutando así en Primera División. En la temporada siguiente se incorpora al primer equipo del club blanco, en la que este conseguiría la ansiada séptima Copa de Europa. Jaime jugaría los últimos minutos en la histórica final contra la Juventus, sustituyendo a Morientes en el minuto 81.
Después de dos temporadas en el equipo merengue es fichado por el Deportivo de la Coruña para la temporada 1999/2000, formando parte del histórico equipo del SuperDepor, que consiguió hacerse con el título de liga ese año. Sin embargo tuvo poca continuidad en el club coruñés; las siguientes temporadas fue cedido al Racing de Santander, CD Tenerife y Hannover 96. Posteriormente jugaría una temporada en el Albacete Balompié y otra en el Racing de Ferrol de Segunda División, retirándose en 2006.

### Como entrenador
Comenzó su carrera como entrenador en las categorías inferiores del Deportivo de la Coruña; en la temporada 2015/16 entrena al Eume Deportivo de la Primera Autonómica de Galicia y posteriormente hace lo propio con otros clubes gallegos como la Sociedad Deportiva Órdenes o el Club de Fútbol Noia, así como al juvenil a de la A.F.E.
La temporada 2020/2021 entrena al SD Fisterra y al final de temporada ficha por el Club Deportivo Coslada. En febrero de 2022 se incorpora como entrenador asistente en la RSD Alcalá, de la Tercera RFEF.

## Trayectoria
- 1991-93 RSD Alcalá
- 1993-96 Cantera Real Madrid
- 1996-97 Racing de Santander
- 1997-99 Real Madrid
- 1999-00 Deportivo de La Coruña
- 2000-01 Racing de Santander
- 2001-02 CD Tenerife
- 2002-04 Hannover 96
- 2004-05 Albacete Balompié
- 2005-06 Racing Club de Ferrol

## Palmarés
- Liga de Campeones con el Real Madrid 1998.
- Liga española con el Deportivo de La Coruña año 2000.
- Supercopa de España año 1997 con el Real Madrid.
- Supercopa de España año 2000 con el Deportivo de La Coruña.